# حب شباب مستحضرات التجميل
حب شباب مستحضرات التجميل (بالإنجليزية: Acne cosmetica)‏؛ ويقصد به ظهور حب الشباب التي تسببها مستحضرات التجميل بما تحتويه من مكونات كيميائية تؤثر في الجلد . كان هذا النوع من حب الشباب يسبب مشكلة كبيرة لأطباء الأمراض الجلدية في 1970م و 1980م، ولكن مع تحسن الصيغ الكيميائية والتركيبية التي ينتجها كيميائيو التجميل على مدى السنوات الثلاثين الماضية، أصبح تشخيص حب الشباب الناتج عن مستحضرات التجميل شبه نادر الحدوث.